# Чоботов, Иван Яковлевич
Иван Яковлевич Чоботов (ум. 1567) — русский государственный и военный деятель, окольничий (1554), боярин (1559) и воевода, сын Якова Ивановича Чоботова и внук окольничего и воеводы Ивана Васильевича Чобота Чулкова.

## Биография
В феврале 1547 года присутствовал на первой свадьбе царя Ивана Васильевича с Анастасией Романовной Захарьиной.
В 1553 году Иван Яковлевич Чоботов служил четвёртым воеводой в Казани. В 1554 году был пожалован в окольничие.
В 1554 году на свадьбе крещенного казанского царя Симеона Касаевича с Марией Андреевной Кутузовой И. Я. Чоботов и Ф. И. Сукин были дружками со стороны невесты, а их жены — свахами.
В 1555 году на свадьбе князя Ивана Дмитриевича Бельского с Марфой Васильевной Шуйской окольничий Иван Чоботов был дружкой со стороны невесты, а его жена — свахой.
В апреле того же 1555 года на второй свадьбе удельного князя Владимира Андреевича Старицкого с Евдокией Романовной Одоевской Иван Яковлевич Чоботов и его жена были дружками со стороны князя.
В 1556 году Иван Яковлевич Чоботов был первым воеводой сторожевого полка в Калуге, а в конце 1562 года участвовал в походе русской армии под командованием царя Ивана Васильевича Грозного на Полоцк.
В 1559 году Иван Яковлевич Чоботов был пожалован в бояре. В 1563 году был в числе бояр, поручившихся за князя Александра Ивановича Воротынского, который поклялся неотъезжать из Русского государства. В случае побега за границу князя А. И. Воротынского поручители обязывались уплатить в царскую казну 15 тысяч рублей.
3 декабря 1564 года боярин Иван Яковлевич Чоботов был в числе вельмож, сопровождавших царя Ивана Васильевича в село Коломенское. Ливонские дворяне Таубе и Крузе сообщали, что царь приказал Салтыкову, Чоботову и некоторым дьякам идти из Александровской Слободы в Москву пешком, раздев их донага.
В 1566 году И. Я. Чоботов участвовал в работе Земского собора, обсуждавшего продолжение войны с Великим княжеством Литовским. Внизу грамоты о Литовской войне 1566 года написано: «а Иван Шереметев Меньшой и Иван Чеботов рук к сей грамоте не приложили, что грамоте не умеет».
В 1567 году Иван Яковлевич Чоботов вместе с Михаилом Яковлевичем Морозовым и Борисом Ивановичем Сукиным был отправлен на русско-шведскую границу, чтобы встречать принцессу Екатерину Ягеллонку, жену герцога Юхана Финляндского, которую царь Иван Васильевич Грозный безуспешно сватал ещё в 1560 году и которую шведский король Эрик XIV Ваза обещал выдать замуж за царя, отняв её у своего младшего брата Юхана. Однако герцог Юхан вскоре сверг своего старшего брата Эрика и захватил королевский престол, и эта затея провалилась.
В 1567 году боярин Иван Яковлевич Чоботов скончался.